# David Ospina
Pour les articles homonymes, voir Ospina.
David Ospina Ramírez, plus couramment appelé David Ospina, né le 31 août 1988 à Itagüí en Colombie, est un footballeur international colombien qui évolue au poste de gardien de but à l'Atlético Nacional.

Il possède également la nationalité française depuis juin 2014.

## Carrière sportive

### Atlético Nacional (2005-2008)
Il est considéré comme l'un des gardiens les plus prometteurs de sa génération et le glorieux successeurs des grands gardiens colombiens tels René Higuita, Óscar Córdoba, Faryd Mondragón, Miguel Calero. Avec l'Atlético Nacional, il remporte les tournois d'ouverture et de fermeture 2007 du championnat de Colombie, la Primera A, devenant à 18 ans, le plus jeune joueur de l'histoire à gagner ces deux titres.

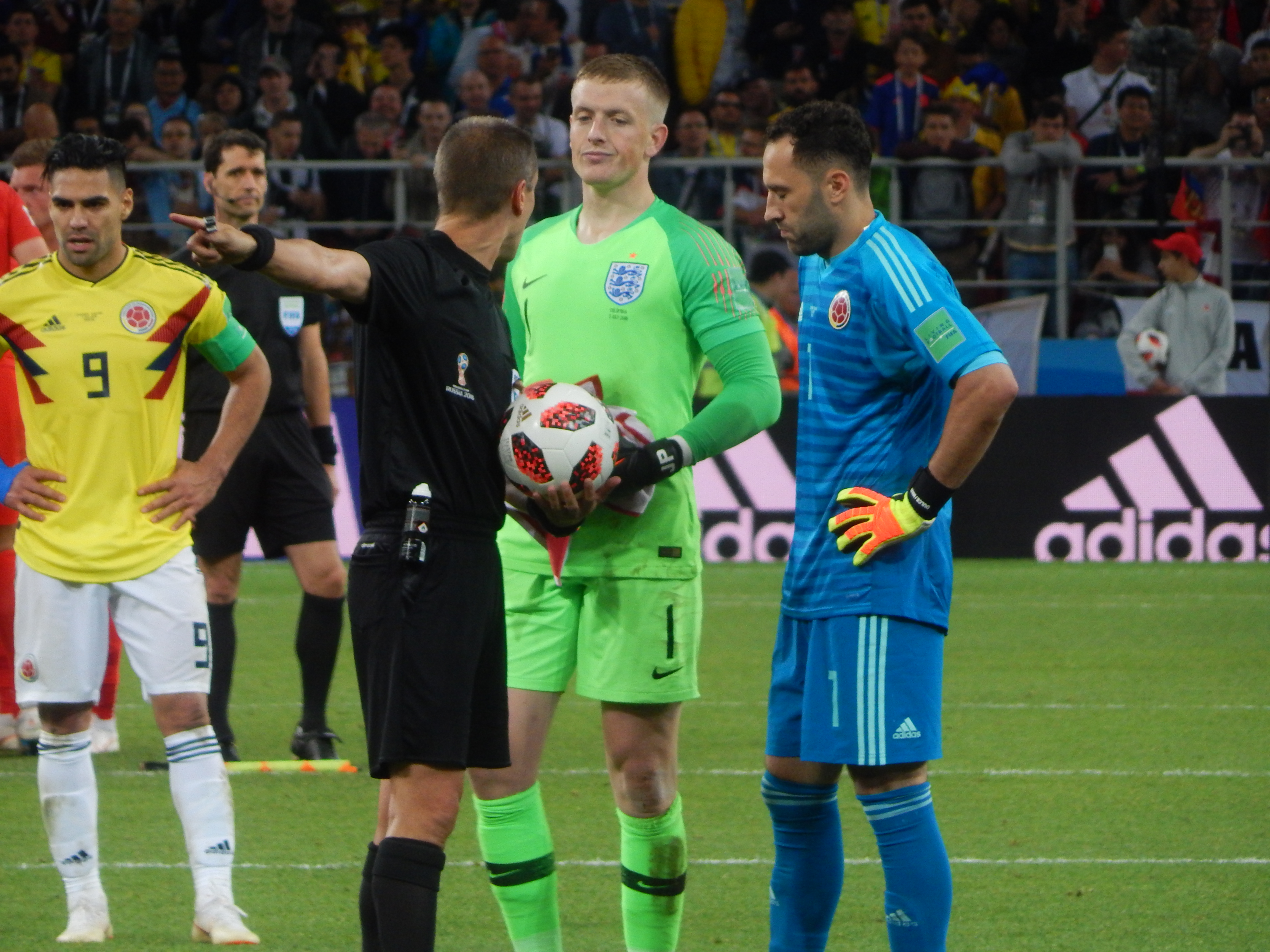

### OGC Nice (2008-2014)
Alors que Boca Juniors s'active pour le recruter, David s'engage le 9 juillet 2008 avec l'OGC Nice, un contrat de quatre ans à la clé, le transfert étant estimé à 2 millions d'euros.
Ospina prend le numéro 1, laissé libre par Hugo Lloris, transféré à l'Olympique lyonnais quelques jours auparavant. Lors de sa conférence de presse, il déclare en français : « Je suis fier d'être Nissart » !
Pour la saison 2008-2009 il est considéré comme gardien « numéro 1 bis » par Frédéric Antonetti, encadré par l'expérimenté Lionel Letizi, censé l'aider à s'adapter progressivement au Championnat de France.
Le 23 septembre 2008, il fait sa première apparition sous le maillot niçois, contre Boulogne-sur-Mer, en Coupe de la Ligue (victoire de l'OGC Nice 3-1).
Le 18 octobre 2008, il fait sa première apparition en Ligue 1 lors du derby face à l'AS Monaco pour victoire de l'OGC Nice 2-1 à l'extérieur.
Pour la saison 2012-2013, l'OGC Nice recrute l'ancien gardien du FC Metz, Joris Delle, qui devient le premier gardien à compter du premier match de la saison, laissant David Ospina sur le banc des remplaçants.
Après deux matchs convaincants en Coupe de la Ligue (contre le Stade brestois, puis l'Olympique lyonnais), David Ospina regagne sa place de titulaire en Ligue 1, et reprend la garde des cages niçoises le 3 novembre 2012 face à l'AS Nancy-Lorraine (victoire de l'OGC Nice 2 buts à 1).

### Arsenal FC (2014-2018)
Le 27 juillet 2014, David Ospina s'engage pour cinq saisons en faveur d'Arsenal. Le montant du transfert est de 3,5 millions d'euros. Il se blesse à l'entrainement dès les premiers jours de son arrivée au club et voit son statut de prétendant à la place titulaire s'éloigner peu à peu face à la montée en puissance du jeune gardien Damian Martinez. Il joue son premier match en Premier League face à Stoke City (victoire 3-0) le 11 janvier 2015 où il réalise une performance sérieuse malgré le peu d'attaques offensives de l'adversaire. Il devient par la suite le numéro 1 des Gunners et un des grands artisans de la seconde place d'Arsenal lors de la saison 2014-2015. Il suscite néanmoins quelques critiques mais demeure protégé par Arsène Wenger.
À la suite de l'arrivée de Petr Čech en juin 2015, en provenance de Chelsea, il est à nouveau relégué sur le banc des remplaçants.

### SSC Naples (2018-2022)
Prêté au club italien par Arsenal, le gardien de 30 ans est définitivement transféré à Naples la saison suivante. Arsenal a annoncé que l'option d'achat de David Ospina avait été levée, sans préciser son montant. Il dispute 103 rencontres en quatre saisons avec le maillot napolitain. En fin de contrat, il n'est pas prolongé en 2022.

### Al-Nassr (2022-2024)
Lors du mercato estival 2022, il s'engage librement en Arabie saoudite, dans le club d'Al-Nassr. Il signe un contrat de deux ans et il a marqué 1 but avec l'Al nassr.

### Avec la Colombie
David participe à la Coupe du monde des moins de 20 ans 2005, organisée aux Pays-Bas. Lors du premier match le 12 juin 2005, la Colombie bat l'Italie 2-0.

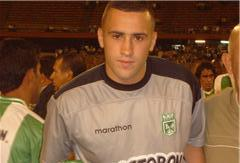
David Ospina

Le 15 juin, la Colombie l'emporte de nouveau 2-0, cette fois-ci face au Canada.
Le 18 juin, la Colombie poursuit sa série en battant 2-0 la sélection syrienne.
En huitièmes de finale, le 22 juin, la Colombie affronte l'Argentine de Sergio Agüero et Lionel Messi. Défaite 2-1.
Le 7 février 2007, il fête sa première sélection avec l'équipe principale de Colombie lors d'un match amical contre l'équipe d'Uruguay Défaite 3-1, David encaisse deux buts sur pénalty de Sebastián Abreu et un autre de Gonzalo Vargas. Hugo Rodallega est l'auteur du but colombien.
David termine second de la Kirin Cup 2007 organisée au Japon.
Victime d'une double fracture du nez à la fin de la saison 2010-2011, il n'est pas sélectionné pour participer à la Copa América 2011 en Argentine.
David Ospina est l'un des grands acteurs de la qualification de la sélection colombienne en quart de finale de la coupe du monde 2014 après la victoire deux buts à zéro face à l'Uruguay.

## Statistiques
| Saison                | Club                  | Championnat           | Championnat | Championnat | Coupe(s) nationale(s) | Coupe(s) nationale(s) | Supercoupe | Supercoupe | Compétition(s) continentale(s) | Compétition(s) continentale(s) | Compétition(s) continentale(s) | Total | Total |
| Saison                | Club                  | Division              | M.          | B.          | M.                    | B.                    | M.         | B.         | Comp.                          | M.                             | B.                             | M.    | B.    |
| 2005                  | Atlético Nacional     | Liga Águila           | 2           | 0           | -                     | -                     | -          | -          | -                              | -                              | -                              | 2     | 0     |
| 2006                  | Atlético Nacional     | Liga Águila           | 34          | 0           | -                     | -                     | -          | -          | CL                             | 1                              | 0                              | 35    | 0     |
| 2007                  | Atlético Nacional     | Liga Águila           | 45          | 0           | -                     | -                     | -          | -          | CS                             | 4                              | 0                              | 49    | 0     |
| 2008                  | Atlético Nacional     | Liga Águila           | 16          | 0           | -                     | -                     | -          | -          | CL                             | 7                              | 0                              | 23    | 0     |
| Sous-total            | Sous-total            | Sous-total            | 97          | 0           | -                     | -                     | -          | -          | -                              | 12                             | 0                              | 109   | 0     |
| 2008-2009             | OGC Nice              | Ligue 1               | 25          | 0           | 2                     | 0                     | -          | -          | -                              | -                              | -                              | 27    | 0     |
| 2009-2010             | OGC Nice              | Ligue 1               | 37          | 0           | 1                     | 0                     | -          | -          | -                              | -                              | -                              | 38    | 0     |
| 2010-2011             | OGC Nice              | Ligue 1               | 35          | 0           | 1                     | 0                     | -          | -          | -                              | -                              | -                              | 36    | 0     |
| 2011-2012             | OGC Nice              | Ligue 1               | 37          | 0           | 1                     | 0                     | -          | -          | -                              | -                              | -                              | 38    | 0     |
| 2012-2013             | OGC Nice              | Ligue 1               | 26          | 0           | 2                     | 0                     | -          | -          | -                              | -                              | -                              | 28    | 0     |
| 2013-2014             | OGC Nice              | Ligue 1               | 29          | 0           | 1                     | 0                     | -          | -          | C3                             | 2                              | 0                              | 32    | 0     |
| Sous-total            | Sous-total            | Sous-total            | 189         | 0           | 8                     | 0                     | -          | -          | -                              | 2                              | 0                              | 199   | 0     |
| 2014-2015             | Arsenal FC            | Premier League        | 18          | 0           | 2                     | 0                     | -          | -          | C1                             | 3                              | 0                              | 23    | 0     |
| 2015-2016             | Arsenal FC            | Premier League        | 4           | 0           | 5                     | 0                     | -          | -          | C1                             | 3                              | 0                              | 12    | 0     |
| 2016-2017             | Arsenal FC            | Premier League        | 2           | 0           | 4                     | 0                     | -          | -          | C1                             | 8                              | 0                              | 14    | 0     |
| 2017-2018             | Arsenal FC            | Premier League        | 5           | 0           | 6                     | 0                     | -          | -          | C3                             | 10                             | 0                              | 21    | 0     |
| Sous-total            | Sous-total            | Sous-total            | 29          | 0           | 17                    | 0                     | -          | -          | -                              | 24                             | 0                              | 70    | 0     |
| 2018-2019             | SSC Naples            | Série A               | 17          | 0           | 1                     | 0                     | -          | -          | C1                             | 6                              | 0                              | 24    | 0     |
| 2019-2020             | SSC Naples            | Série A               | 17          | 0           | 4                     | 0                     | -          | -          | C1                             | 2                              | 0                              | 23    | 0     |
| 2020-2021             | SSC Naples            | Série A               | 16          | 0           | 3                     | 0                     | 1          | 0          | C3                             | 3                              | 0                              | 23    | 0     |
| 2021-2022             | SSC Naples            | Série A               | 31          | 0           | 1                     | 0                     | -          | -          | C3                             | 1                              | 0                              | 33    | 0     |
| Sous-total            | Sous-total            | Sous-total            | 81          | 0           | 9                     | 0                     | 1          | 0          | -                              | 12                             | 0                              | 103   | 0     |
| 2022-2023             | Al-Nassr FC           | Saudi League          | 13          | 0           | 1                     | 0                     | -          | -          | -                              | -                              | -                              | 14    | 0     |
| 2023-2024             | Al-Nassr FC           | Saudi League          | 11          | 0           | 2                     | 0                     | 1          | 0          | AFC                            | 1                              | 0                              | 15    | 0     |
| Sous-total            | Sous-total            | Sous-total            | 24          | 0           | 3                     | 0                     | 1          | 0          | -                              | 1                              | 0                              | 29    | 0     |
| 2024                  | Atlético Nacional     | Liga Águila           | 12          | 0           | 6                     | 0                     | -          | -          | -                              | -                              | -                              | 18    | 0     |
| 2025                  | Atlético Nacional     | Liga Águila           | 19          | 0           | 1                     | 0                     | -          | -          | CL                             | 6                              | 0                              | 26    | 0     |
| Sous-total            | Sous-total            | Sous-total            | 31          | 0           | 7                     | 0                     | -          | -          | -                              | 6                              | 0                              | 44    | 0     |
| Total sur la carrière | Total sur la carrière | Total sur la carrière | 451         | 0           | 44                    | 0                     | 2          | 0          | -                              | 57                             | 0                              | 554   | 0     |

### En sélection nationale
| Saison                | Sélection             | Phases finales          | Phases finales | Phases finales | Éliminatoires CDM | Éliminatoires CDM | Matchs amicaux | Matchs amicaux | Total | Total |
| Saison                | Sélection             | Compétition             | M              | B              | M                 | B                 | M              | B              | M     | B     |
| --------------------- | --------------------- | ----------------------- | -------------- | -------------- | ----------------- | ----------------- | -------------- | -------------- | ----- | ----- |
| 2006-2007             | Colombie              | Copa América 2007       | -              | -              | -                 | -                 | 1              | 0              | 1     | 0     |
| 2007-2008             | Colombie              | -                       | -              | -              | 0                 | 0                 | 0              | 0              | 0     | 0     |
| 2008-2009             | Colombie              | -                       | -              | -              | 4                 | 0                 | 2              | 0              | 6     | 0     |
| 2009-2010             | Colombie              | -                       | -              | -              | 2                 | 0                 | 3              | 0              | 5     | 0     |
| 2010-2011             | Colombie              | Copa América 2011       | -              | -              | -                 | -                 | 7              | 0              | 7     | 0     |
| 2011-2012             | Colombie              | -                       | -              | -              | 5                 | 0                 | 3              | 0              | 8     | 0     |
| 2012-2013             | Colombie              | -                       | -              | -              | 7                 | 0                 | 3              | 0              | 10    | 0     |
| 2013-2014             | Colombie              | Coupe du monde 2014     | 5              | 0              | 4                 | 0                 | 3              | 0              | 12    | 0     |
| 2014-2015             | Colombie              | Copa América 2015       | 4              | 0              | -                 | -                 | 4              | 0              | 8     | 0     |
| 2015-2016             | Colombie              | Copa América Centenario | 5              | 0              | 6                 | 0                 | 2              | 0              | 13    | 0     |
| 2016-2017             | Colombie              | -                       | -              | -              | 8                 | 0                 | 2              | 0              | 10    | 0     |
| 2017-2018             | Colombie              | Coupe du monde 2018     | 4              | 0              | 4                 | 0                 | 3              | 0              | 11    | 0     |
| 2018-2019             | Colombie              | Copa América 2019       | 3              | 0              | -                 | -                 | 6              | 0              | 9     | 0     |
| 2019-2020             | Colombie              | -                       | -              | -              | -                 | -                 | 5              | 0              | 5     | 0     |
| 2020-2021             | Colombie              | Copa América 2021       | 6              | 0              | 3                 | 0                 | -              | -              | 9     | 0     |
| 2021-2022             | Colombie              | -                       | -              | -              | 11                | 0                 | -              | -              | 11    | 0     |
| 2022-2023             | Colombie              | -                       | -              | -              | -                 | -                 | 3              | 0              | 3     | 0     |
| 2023-2024             | Colombie              | Copa América 2024       | 0              | 0              | -                 | -                 | 1              | 0              | 1     | 0     |
| Total sur la carrière | Total sur la carrière | Total sur la carrière   | 27             | 0              | 54                | 0                 | 48             | 0              | 129   | 0     |

## Palmarès

### En club
David Ospina remporte ses premiers titres dans son pays natal, sous les couleurs de l'Atlético Nacional en étant champion de Colombien à deux reprises en 2007 (ouverture et clôture).
Après six saisons en France à l'OGC Nice  sans remporter le moindre titre malgré des prestations de haute qualité, il rejoint Arsenal avec qui il remporte la Coupe d'Angleterre en 2015 et 2017 et le Community Shield en 2017. Il est également finaliste de Coupe de la Ligue en 2018 et vice-champion d'Angleterre en 2016.
En 2018-2019 il rejoint le SSC Naples en prêt et termine vice-champion d'Italie derrière la Juventus. Il est également finaliste de la Supercoupe d'Italie en 2020.
Pendant son passage à Al-Nassr ensuite, il est finaliste de la Coupe d'Arabie saoudite en 2024 et vice-champion d'Arabie saoudite en 2023 et 2024.
De retour ensuite à l'Atlético Nacional, il remporte la Coupe de Colombie en 2024 et est de nouveau champion de colombien en 2024 (clôture).
| Atlético Nacional (3)                                                                    | Arsenal (3) | SSC Naples                                                                               | Al-Nassr |
| ---------------------------------------------------------------------------------------- | --- | ---------------------------------------------------------------------------------------- | --- |
| - Championnat de Colombie - Champion : 2007 (ouverture), 2007 (clôture), 2024 (clôture). | - Coupe d'Angleterre - Vainqueur : 2015 et 2017. - Community Shield - Vainqueur : 2017. - Championnat d'Angleterre - Vice-champion : 2016. - Coupe de la Ligue - Finaliste : 2018. | - Championnat d'Italie - Vice-champion : 2019. - Supercoupe d'Italie - Finaliste : 2020. | - Championnat d'Arabie saoudite - Vice-champion : 2023 et 2024. - Coupe d'Arabie saoudite - Finaliste : 2024. |

### En sélection
Avec la Colombie, David Ospina participe à la Copa América à cinq reprises, s'inclinant en finale en 2024 et terminant à la troisième place en 2016 et 2021.

## Vie privée
David est marié avec Jessica Sterling. Ils sont parents de Dulce María, née le 10 mars 2010 et de Maxi, né le 26 janvier 2015.